# Stefan Lindqvist
Bengt Stefan Lindqvist, född 18 mars 1967 i Halmstad, död 1 mars 2020 i Släps distrikt, Särö, Hallands län, var en svensk fotbollsspelare från Halmstad. Han är femfaldig svensk mästare med IFK Göteborg och representerade Sveriges landslag vid fem tillfällen.

## Biografi
I unga år spelade Stefan Lindqvist i IF Leikin, och kom till Halmstad BK som ungdomsspelare och spelade i A-laget mellan 1986 och 1990. 1987 spelade han samtliga matcher från start, oftast som högermittfältare. Säsongen 1988 i division 1 spelade Lindqvist oftast som mittfältare. Men Säsongen 1989 bildade han som forward, anfallspar med Jonas Dahlgren, och Lindqvist stod för åtta mål. 
Den 16 augusti 1989 debuterade Lindqvist i Sveriges A-landslag i en vänskapsmatch mot Frankrike på Malmö stadion. Han ersatte Mats Magnusson i andra halvlek, och Lindqvist blev dessutom målskytt vilket också blev hans enda mål i landslaget. Det blev ytterligare två inhopp i slutminuterna i VM-kvalmatcherna i oktober 1989 mot Albanien och Polen. Året därpå fick Lindqvist starta i två träningslandskamper (Förenade Arabemiraten samt mot Algeriet den 11 april 1990 som blev hans femte och sista landskamp). Lindqvist kom inte med i truppen till VM 1990 i Italien. 
Den 20 maj 1990 hade Lindqvist spelat sin sista allsvenska match för Halmstads BK mot Malmö FF, och sålts till Neuchâtel Xamax. Men Roy Hodgson som var tränare i den schweiziska klubben gav Lindqvist sparsamt med speltid, och han återvände till allsvenskan och IFK Göteborg, och startade för Blåvitt i den allsvenska premiären mot Malmö FF den 7 april 1991. Tränaren Roger Gustafsson valde så småningom att omskola Lindqvist till defensiv mittfältare.
De kommande sex åren blev det fem SM-guld (1991, 1993, 1994, 1995 samt 1996) och  Lindqvist var också en av de bärande spelarna och lagkapten i det IFK Göteborg som nådde kvartsfinal i Uefa Champions League 1995. 
Lindqvist var även lagkapten när IFK Göteborg förlorade Champions League-matchen mot Paris Saint-Germain den 26 november 1997, och blev därefter utlånad till kinesiska Dalian Wanda, där  han spelade tillsammans med Jens Fjellström och Hans Eklund. I mars 1998 blev Lindqvist utlandsproffs i skotska Motherwell och gjorde ett ligamål mot Kilmarnock. 
Hans sista utländska klubb blev norska Strømsgodset där det blev nio matcher, innan han återvände till IFK Göteborg och var, efter att knäproblem stoppat den aktiva karriären 1999, lagledare i IFK Göteborg fram till 2002.
Under 2012 fick han diagnosen ALS, efter ha känt av symtomen några år tidigare.
Den 6 juli 2019 hyllades han i en legendarmatch mellan IFK Göteborg och moderklubben Halmstads BK, där pengar samlades in till forskning om sjukdomen ALS.  Stefan Lindqvist avled i sviterna av sjukdomen den 1 mars 2020, endast 52 år gammal.